# Греция на зимних Олимпийских играх 1988
Греция принимала участие в Зимних Олимпийских играх 1988 года в Калгари (Канада) в одиннадцатый раз за свою историю, но не завоевала ни одной медали. Греческие атлеты приняли участие в соревнованиях по горнолыжному спорту и лыжным гонкам. Томаи Лефуси стала первой греческой спортсменкой, принявшей участие в зимних Олимпийских играх. Возглавлял делегацию Стелиос Василопулос, олимпийский атташе — Константин Исаакидис.

## Результаты соревнований

### Горнолыжный спорт
Спортсменов — 3
Женщины
| Спортсменка  | Дисциплина        | Время              | Время              | Время              | Место              |
| Спортсменка  | Дисциплина        | Попытка 1          | Попытка 2          | Сумма              | Место              |
| ------------ | ----------------- | ------------------ | ------------------ | ------------------ | ------------------ |
| Томаи Лефуси | Гигантский слалом | 1:10.26            | Не финишировала    | Не финишировала    | Не финишировала    |
| Томаи Лефуси | Слалом            | 1:02.82            | 1:04.19            | 2:07.01            | 25                 |
| Томаи Лефуси | Супергигант       | Дисквалифицирована | Дисквалифицирована | Дисквалифицирована | Дисквалифицирована |

Мужчины
| Спортсмен      | Дисциплина        | Время          | Время          | Время          | Место          |
| Спортсмен      | Дисциплина        | Попытка 1      | Попытка 2      | Сумма          | Место          |
| -------------- | ----------------- | -------------- | -------------- | -------------- | -------------- |
| Яннис Капрарас | Гигантский слалом | 1:18.23        | 1:14.64        | 2:32.87        | 50             |
| Яннис Капрарас | Слалом            | Не финишировал | Не финишировал | Не финишировал | Не финишировал |
| Яннис Капрарас | Супергигант       | —              | —              | 2:02.06        | 46             |
| Яннис Стаматиу | Гигантский слалом | 1:17.36        | 1:15.10        | 2:32.46        | 49             |
| Яннис Стаматиу | Слалом            | Не финишировал | Не финишировал | Не финишировал | Не финишировал |
| Яннис Стаматиу | Комбинация        | 2:07.51        | 1:40.13        | 347.39         | 25             |

### Лыжные гонки
Спортсменов — 3
Мужчины
| Спортсмен          | Дисциплина                | Время          | Место          |
| ------------------ | ------------------------- | -------------- | -------------- |
| Никос Анастасиадис | 15 км классическим стилем | Не финишировал | Не финишировал |
| Никос Анастасиадис | 30 км классическим стилем | 1:50:10.7      | 82             |
| Христос Титас      | 15 км классическим стилем | 49:48.6        | 66             |
| Христос Титас      | 30 км классическим стилем | 1:41:25.7      | 70             |
| Афанасиос Цакирис  | 15 км классическим стилем | 50:34.4        | 72             |
| Афанасиос Цакирис  | 30 км классическим стилем | 1:43:55.1      | 76             |